# Yangju
Pour l’article homonyme, voir Yangju (métro de Séoul).
Yangju est une ville de la Corée du Sud, dans la province du Gyeonggi.

## Loisirs

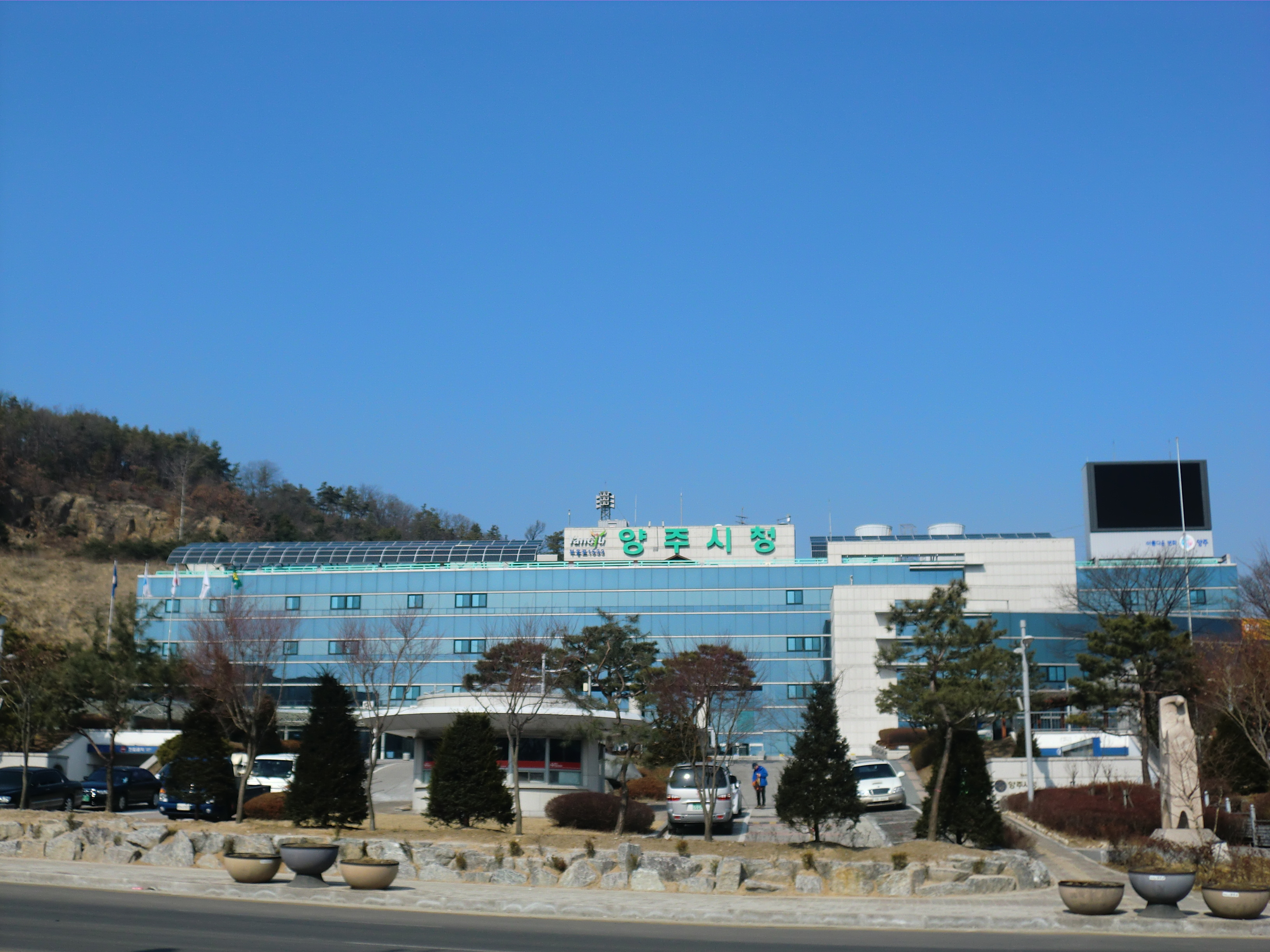
Hôtel de ville de Yangju à Yangju, Gyeonggi-do

- Daejanggeum Theme Park.